# Hesperodiaptomus californiensis
Hesperodiaptomus californiensis är en kräftdjursart som beskrevs av Scanlin och J. W. Reid 1996. Hesperodiaptomus californiensis ingår i släktet Hesperodiaptomus och familjen Diaptomidae. IUCN kategoriserar arten globalt som sårbar. Inga underarter finns listade i Catalogue of Life.